# Tour de Catalogne 1960
Le Tour de Catalogne 1960 est la 40e édition du Tour de Catalogne, une course cycliste par étapes en Espagne. L’épreuve se déroule sur 11 étapes, entre le 4 et le 11 septembre 1960, sur un total de 1 235,5 km. Le vainqueur final est l'Espagnol Miguel Poblet, devant ses compatriotes José Pérez-Francés et Emilio Cruz.

## Étapes
| Étape | Date         | Parcours                                             | km    | Vainqueur d’étape       | Leader du classement général |
| ----- | ------------ | ---------------------------------------------------- | ----- | ----------------------- | ---------------------------- |
| 1     | 4 septembre  | Circuit de Montjuïc (Barcelone) (clm)                | 3,8   | Antonio Gómez del Moral | Antonio Gómez del Moral      |
| 2     | 4 septembre  | Barcelone – Reus                                     | 120,0 | Miguel Poblet           | Antonio Gómez del Moral      |
| 3A    | 5 septembre  | Reus - Falset (clm/éq)                               | 33,0  | Ferrys                  | Antonio Gómez del Moral      |
| 3B    | 5 septembre  | Falset - Tortosa                                     | 80,0  | Antonio Gómez del Moral | Antonio Gómez del Moral      |
| 4     | 6 septembre  | Tortosa - Lleida                                     | 186,0 | Miguel Poblet           | Miguel Poblet                |
| 5     | 7 septembre  | Lleida - Puigcerdà                                   | 166,0 | Julio Jiménez           | Miguel Poblet                |
| 6     | 8 septembre  | Puigcerdà - Palafrugell                              | 178,0 | Miguel Poblet           | Miguel Poblet                |
| 7     | 9 septembre  | Palafrugell - Manresa                                | 214,0 | Ángel Guardiola         | Miguel Poblet                |
| 8A    | 10 septembre | Monistrol de Montserrat - Abbaye de Montserrat (clm) | 8,7   | Antonio Karmany         | Miguel Poblet                |
| 8B    | 10 septembre | Abbaye de Montserrat - Sant Feliu de Llobregat       | 98,0  | José Segú               | Miguel Poblet                |
| 9     | 11 septembre | Sant Feliu de Llobregat - Barcelone                  | 148,0 | José Pérez-Francés      | Miguel Poblet                |

### 1reétape[1]
04-09-1960: Circuit de Montjuïc (Barcelone), 3,8 km : clm
|   | Cycliste                | Équipe   | Temps      |
| - | ----------------------- | -------- | ---------- |
| 1 | Antonio Gómez del Moral | Licor 43 | 5 min 27 s |
| 2 | Antonio Suárez          | Faema    | + 1 s      |
| 2 | Miguel Pacheco          | Catigene | m.t.       |

|   | Cycliste                | Équipe   | Temps      |
| - | ----------------------- | -------- | ---------- |
| 1 | Antonio Gómez del Moral | Licor 43 | 4 min 27 s |
| 2 | Antonio Suárez          | Faema    | + 46 s     |
| 2 | Miguel Pacheco          | Catigene | m.t.       |

### 2eétape[1]
04-09-1960: Barcelone – Reus, 120,0 km :
|   | Cycliste            | Équipe          | Temps           |
| - | ------------------- | --------------- | --------------- |
| 1 | Miguel Poblet       | Ferrys          | 2 h 45 min 55 s |
| 2 | José Luis Talamillo | Brandy Majestad | m.t.            |
| 3 | Gabriel Mas         | Faema           | m.t.            |

|   | Cycliste                | Équipe   | Temps           |
| - | ----------------------- | -------- | --------------- |
| 1 | Antonio Gómez del Moral | Licor 43 | 2 h 50 min 22 s |
| 2 | Miguel Poblet           | Ferrys   | + 3 s           |
| 3 | Antonio Suárez          | Faema    | + 46 s          |

### 3eétape[2]
05-09-1960: (3A Reus - Falset 33 km clm) et (3B Falset - Tortosa 80 km):
|   | Équipe   | Temps       |
| - | -------- | ----------- |
| 1 | Ferrys   | 55 min 02 s |
| 2 | Licor 43 | + 32 s      |
| 3 | Faema    | + 36 s      |

|   | Cycliste                | Équipe   | Temps           |
| - | ----------------------- | -------- | --------------- |
| 1 | Antonio Gómez del Moral | Licor 43 | 2 h 18 min 03 s |
| 2 | Antón Barrutia          | Faema    | + 2 min 21 s    |
| 3 | José Segú               | Kas      | + 2 min 22 s    |

|   | Cycliste                | Équipe   | Temps           |
| - | ----------------------- | -------- | --------------- |
| 1 | Antonio Gómez del Moral | Licor 43 | 3 h 13 min 37 s |
| 2 | Miguel Poblet           | Ferrys   | + 1 min 50 s    |
| 3 | José Pérez-Francés      | Ferrys   | m.t.            |

|   | Cycliste                | Équipe   | Temps           |
| - | ----------------------- | -------- | --------------- |
| 1 | Antonio Gómez del Moral | Licor 43 | 6 h 02 min 59 s |
| 2 | Miguel Poblet           | Ferrys   | + 2 min 23 s    |
| 3 | José Pérez-Francés      | Ferrys   | + 3 min 53 s    |

### 4eétape[2]
06-09-1960: Tortosa - Lleida, 186,0 km :
|   | Cycliste           | Équipe         | Temps           |
| - | ------------------ | -------------- | --------------- |
| 1 | Miguel Poblet      | Ferrys         | 5 h 17 min 57 s |
| 2 | José Pérez-Francés | Ferrys         | m.t.            |
| 3 | José Badia         | D.C. Barcelone | m.t.            |

|   | Cycliste           | Équipe | Temps            |
| - | ------------------ | ------ | ---------------- |
| 1 | Miguel Poblet      | Ferrys | 11 h 22 min 19 s |
| 2 | José Pérez-Francés | Ferrys | + 2 min 00 s     |
| 3 | Emilio Cruz        | Ferrys | + 2 min 45 s     |

### 5eétape[3]
07-09-1960: Lleida - Puigcerdà, 166,0 km :
|   | Cycliste           | Équipe   | Temps           |
| - | ------------------ | -------- | --------------- |
| 1 | Julio Jiménez      | Catigene | 4 h 24 min 15 s |
| 2 | Julio San Emeterio | Faema    | + 9 s           |
| 3 | Juan Escolà        | Ferrys   | + 10 s          |

|   | Cycliste           | Équipe | Temps            |
| - | ------------------ | ------ | ---------------- |
| 1 | Miguel Poblet      | Ferrys | 15 h 51 min 44 s |
| 2 | José Pérez-Francés | Ferrys | + 2 min 00 s     |
| 3 | Emilio Cruz        | Ferrys | + 2 min 45 s     |

### 6eétape[4]
08-09-1960: Puigcerdà - Palafrugell, 178,0 km :
|   | Cycliste                | Équipe   | Temps           |
| - | ----------------------- | -------- | --------------- |
| 1 | Miguel Poblet           | Ferrys   | 4 h 50 min 14 s |
| 2 | Antonio Gómez del Moral | Licor 43 | + 13 s          |
| 3 | José Segú               | Kas      | + 33 s          |

|   | Cycliste           | Équipe | Temps            |
| - | ------------------ | ------ | ---------------- |
| 1 | Miguel Poblet      | Ferrys | 20 h 40 min 58 s |
| 2 | José Pérez-Francés | Ferrys | + 3 min 33 s     |
| 3 | Emilio Cruz        | Ferrys | + 4 min 18 s     |

### 7eétape[5]
09-09-1960: Palafrugell - Manresa, 214,0 km :
|   | Cycliste        | Équipe   | Temps           |
| - | --------------- | -------- | --------------- |
| 1 | Ángel Guardiola | Licor 43 | 5 h 48 min 29 s |
| 2 | Aniceto Utset   | Kas      | m.t.            |
| 3 | Miguel Poblet   | Ferrys   | + 12 s          |

|   | Cycliste           | Équipe | Temps            |
| - | ------------------ | ------ | ---------------- |
| 1 | Miguel Poblet      | Ferrys | 26 h 29 min 39 s |
| 2 | José Pérez-Francés | Ferrys | + 3 min 33 s     |
| 3 | Emilio Cruz        | Ferrys | + 4 min 18 s     |

### 8eétape[6]
10-09-1960: (8A Monistrol de Montserrat - Abbaye de Montserrat 8,7 km clm) et (8B Abbaye de Montserrat - Sant Feliu de Llobregat 98 km):
|   | Cycliste        | Équipe | Temps       |
| - | --------------- | ------ | ----------- |
| 1 | Antonio Karmany | Kas    | 23 min 16 s |
| 2 | Miguel Poblet   | Ferrys | + 19 s      |
| 3 | Emilio Cruz     | Ferrys | + 34 s      |

|   | Cycliste            | Équipe          | Temps           |
| - | ------------------- | --------------- | --------------- |
| 1 | José Segú           | Kas             | 2 h 33 min 50 s |
| 2 | José Pérez-Francés  | Ferrys          | m.t.            |
| 3 | José Luis Talamillo | Brandy Majestad | m.t.            |

|   | Cycliste        | Équipe | Temps           |
| - | --------------- | ------ | --------------- |
| 1 | Antonio Karmany | Kas    | 2 h 57 min 06 s |
| 2 | Miguel Poblet   | Ferrys | + 19 s          |
| 3 | Emilio Cruz     | Ferrys | + 34 s          |

|   | Cycliste           | Équipe | Temps            |
| - | ------------------ | ------ | ---------------- |
| 1 | Miguel Poblet      | Ferrys | 29 h 26 min 34 s |
| 2 | José Pérez-Francés | Ferrys | + 4 min 56 s     |
| 3 | Emilio Cruz        | Ferrys | + 5 min 03 s     |

### 9eétape[7]
11-09-1960: Sant Feliu de Llobregat - Barcelone, 148,0 km :
|   | Cycliste           | Équipe | Temps           |
| - | ------------------ | ------ | --------------- |
| 1 | José Pérez-Francés | Ferrys | 4 h 32 min 18 s |
| 2 | Antonio Suárez     | Faema  | m.t.            |
| 3 | Miguel Poblet      | Ferrys | + 22 s          |

|   | Cycliste           | Équipe | Temps            |
| - | ------------------ | ------ | ---------------- |
| 1 | Miguel Poblet      | Ferrys | 33 h 26 min 29 s |
| 2 | José Pérez-Francés | Ferrys | + 3 min 56 s     |
| 3 | Emilio Cruz        | Ferrys | + 5 min 03 s     |

## Classement général
| Pos. | Cycliste                 | Équipe         | Temps            |
| ---- | ------------------------ | -------------- | ---------------- |
| 1    | Miguel Poblet            | Ferrys         | 33 h 26 min 29 s |
| 2    | José Pérez-Francés       | Ferrys         | + 3 min 56 s     |
| 3    | Emilio Cruz              | Ferrys         | + 5 min 03 s     |
| 4    | Gabriel Mas              | Faema          | + 5 min 50 s     |
| 5    | Antonio Bertrán          | Faema          | + 6 min 29 s     |
| 6    | José Gómez del Moral     | Licor 43       | + 6 min 52 s     |
| 7    | Manuel Santiago Montilla | Licor 43       | + 7 min 09 s     |
| 8    | Antonio Gómez del Moral  | Licor 43       | + 8 min 12 s     |
| 9    | Julio San Emeterio       | Faema          | + 8 min 34 s     |
| 10   | José Quesada             | C.C. Barcelone | + 8 min 59 s     |

## Classements annexes
|   | Cycliste                | Équipe   | Points |
| - | ----------------------- | -------- | ------ |
| 1 | Antonio Gómez del Moral | Licor 43 | 26,5   |
| 2 | Antonio Karmany         | Kas      | 31,0   |
| 3 | Miguel Poblet           | Ferrys   | 13,0   |

|   | Cycliste                | Équipe   | Points |
| - | ----------------------- | -------- | ------ |
| 1 | Juan Escolà             | Ferrys   | 13     |
| 2 | Vicente Iturat          | Ferrys   | 7      |
| 3 | Antonio Gómez del Moral | Licor 43 | 5      |
| 3 | Antonio Bertrán         | Faema    | 5      |

|   | Cycliste           | Équipe | Points |
| - | ------------------ | ------ | ------ |
| 1 | Miguel Poblet      | Ferrys | 29,5   |
| 2 | José Pérez-Francés | Ferrys | 80,0   |
| 3 | Gabriel Mas        | Faema  | 81,0   |

|   | Équipe   | Pays     | Temps             |
| - | -------- | -------- | ----------------- |
| 1 | Ferrys   | Espagne  | 100 h 28 min 36 s |
| 2 | Faema    | Belgique | + 11 min 54 s     |
| 3 | Licor 43 | Espagne  | + 12 min 14 s     |